# Menahem
Menahem (in alfabeto ebraico: מְנַחֵם, reso anche come Menachem) è un nome proprio di persona ebraico maschile.

## Varianti in altre lingue
- Catalano: Manahem[3]
- Greco biblico: Μαναημ (Manaem)[1], Μαναην (Manaen)[2]
- Latino: Manahem[1]
- Spagnolo: Manahén[3]
- Yiddish
  - Ipocoristici: מֶנְדְל (Mendel)[4]

## Origine e diffusione
Deriva da un termine ebraico che vuol dire "colui che conforta", "consolatore"; è lo stesso significato del nome Nahum, di cui alcune fonti lo considerano un equivalente. 
Si tratta di un nome biblico: nell'Antico Testamento venne portato da un re d'Israele, Menachem, noto per la sua brutalità; nel Nuovo Testamento così si chiama uno dei fondatori della chiesa di Antiochia, profeta e maestro, che inviò Paolo e Barnaba nel loro primo viaggio missionario.
La forma yiddish Mendel, utilizzata come ipocorisico di Menahem, era forse in origine un'abbreviazione di Manno.

## Onomastico
L'onomastico si festeggia il 24 maggio in ricordo di san Manaen, dottore e profeta ad Antiochia.

## Persone
- Menahem l'Esseno, rabbino

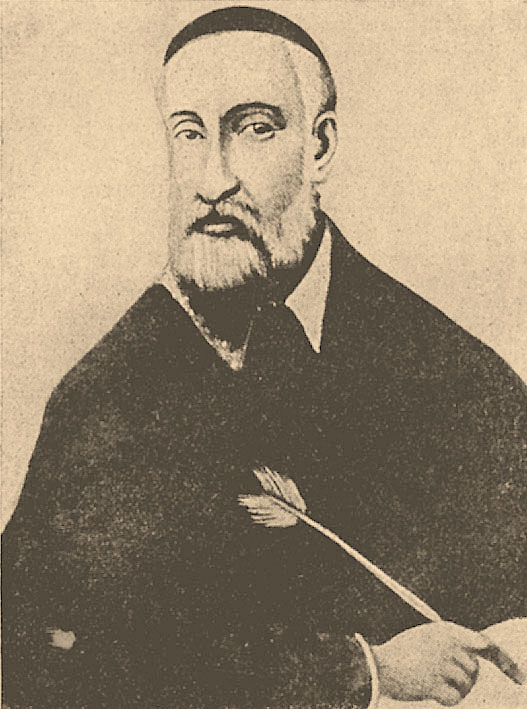
Menahem Azariah da Fano

- Menahem Azariah da Fano, rabbino italiano
- Menahem Degani, cestista israeliano
- Menahem Golan, regista e produttore cinematografico israeliano
- Menahem Recanati, rabbino italiano

### Variante Menachem

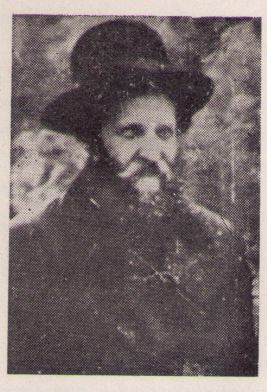
Menachem Ziemba

- Menachem Begin, politico israeliano
- Menachem Bello, calciatore israeliano
- Menachem Birnbaum, illustratore e artista austriaco
- Menachem Elon, giurista israeliano
- Menachem Mendel Futerfas, rabbino, mistico ed educatore russo
- Menachem Kellner, filosofo, scrittore e docente israeliano
- Menachem Mendel Schneersohn, filosofo, mistico e rabbino russo
- Menachem Mendel Schneerson, filosofo, mistico e rabbino ucraino naturalizzato statunitense
- Menachem Ziemba, rabbino polacco

### Variante Mendel
- Mendel Grossman, fotografo polacco